# Siracusa Bianco
Il Siracusa Bianco è un vino a DOC che può essere prodotto nel comune di Siracusa nell'omonima provincia.

## Vitigni con cui è consentito produrlo
- Moscato bianco per almeno il 60%
- altri vitigni a bacca bianca, idonei alla coltivazione nella Regione Siciliana per un massimo del 40%

## Caratteristiche organolettiche
- colore: dal giallo paglierino al giallo dorato tenue;
- odore: fine ed elegante;
- sapore: delicato, caratteristico;

## Produzione
Provincia, stagione, volume in ettolitri